# Джунковський Георгій Миколайович
Георгій Миколайович Джунковський (UA1AB; 16 квітня 1918, Тбілісі — 4 травня 1977) — радянський фахівець у галузі радіоелектроніки, Лауреат Державної премії, відомий розробник апаратури для аматорського радіозв'язку.
Народився в сім'ї професора Миколи Миколайовича Джунковського (1893-1966) і ясновельможної княжни Олени Георгіївни Дадіані з царського роду Дадіані. В 1920-ті роки батько був заарештований в Тбілісі особисто Берією за надуманим звинуваченням, мама з горя потрапила до лікарні, а Георгій опинився в Тбілісі безпритульним. Після одужання матері сім'я виїхали до Ленінграда, де Георгій закінчив школу і вступив до ЛЕІЗ.
Працював на колективній станції ЛЕІЗ. До закінчення інституту був призваний до армії, був учасником фінської, а потім радянсько-німецької війни. Після війни залишився служити на ракетно-артилерійському полігоні на Ржевці (під Ленінградом). Тут створив прилад для запису діаграми тиску газу в гарматі під час пострілу, за що в 1949 році отримав Сталінську премію. Через своє соціальне походження відмовився вступити до КПРС. 
В 1960-ті — 1970-ті роки разом з радіоаматором Яковом Лаповком розробив декілька конструкцій трансиверів.
У 1976 році захворів на рак легенів (дуже багато курив).